# Ветланда
Ветланда (швед. Vetlanda) — містечко (tätort, міське поселення) на півдні Швеції в лені Єнчепінг. Адміністративний центр комуни Ветланда.

## Географія
Містечко знаходиться у східній частині лена Єнчепінг за 270 км на південний захід від Стокгольма.

## Історія
Ветланда довгий час залишалась невеликим селом. Його ріст почався з середини ХІХ століття з будівництвом залізниць та індустріалізацією Смоланда.
У 1920 році Ветланда отримує статус міста. З 1971 року увійшла до складу комуни Ветланда.

## Герб міста
Розроблений для міста Ветланда герб мав у золотому полі синій перев'яз ліворуч, на якому золотий колос пшениці зі стеблом і двома листочками. Він отримав королівське затвердження 1925 року. Сюжет герба походить з давньої печатки. Пшеничний колос вказує на назву міста (від швед. vete — пшениця).
Після адміністративно-територіальної реформи, проведеної в Швеції на початку 1970-х років, муніципальні герби стали використовуватися лишень комунами. Цей герб був 1971 року перебраний для нової комуни Ветланда,

## Населення
Населення становить 13 698 мешканців (2018).

## Економіка
З ХІХ століття головною галуззю в Ветланді була деревообробна. Тепер основними промисловими галузями в місті є також машинобудування та металообробка.

## Спорт
У поселенні базуються футбольний клуб Ветланда ФФ та клуб хокею з м'ячем (бенді) Ветланда БК.

## Галерея

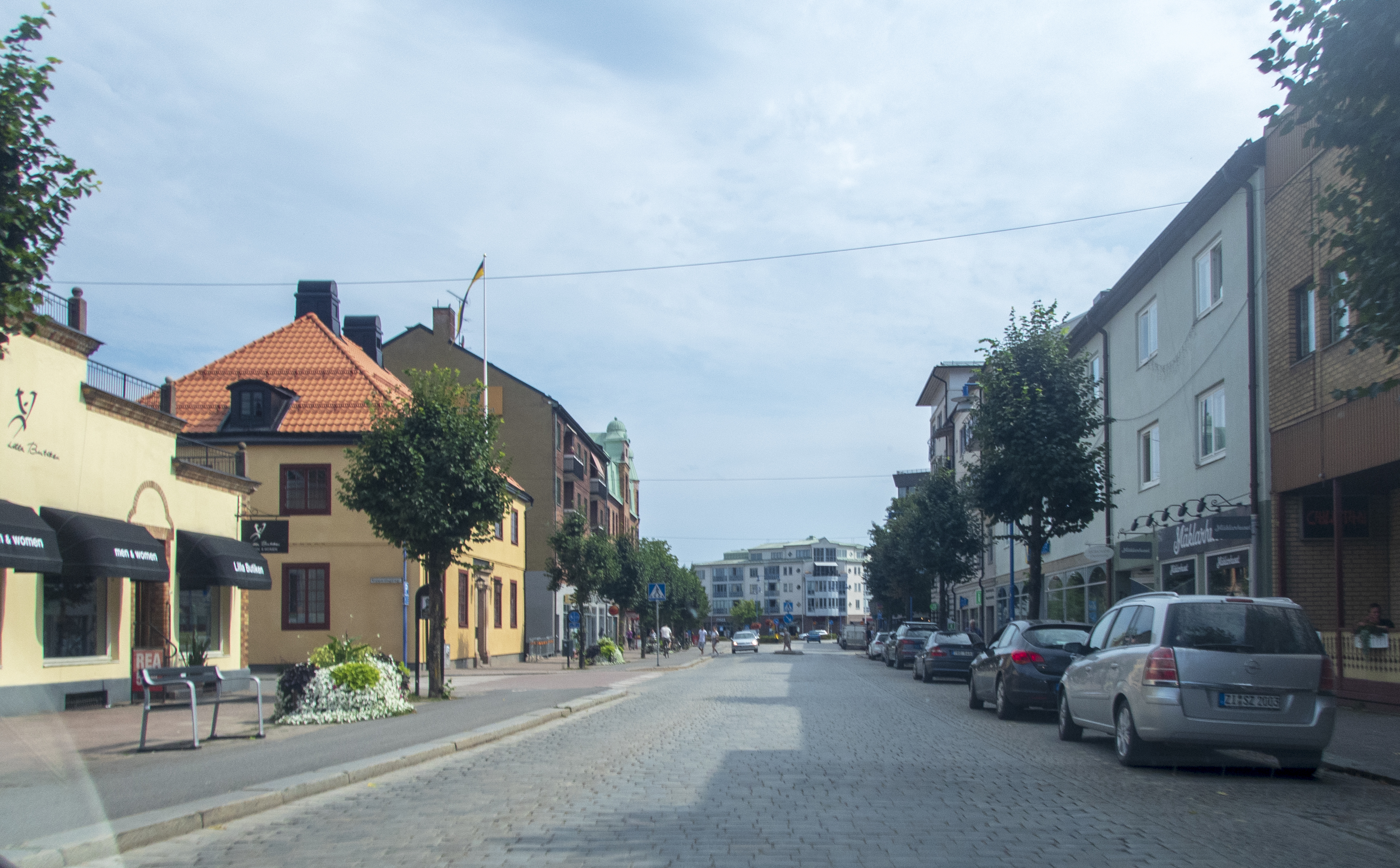
Вулиця Стургатан
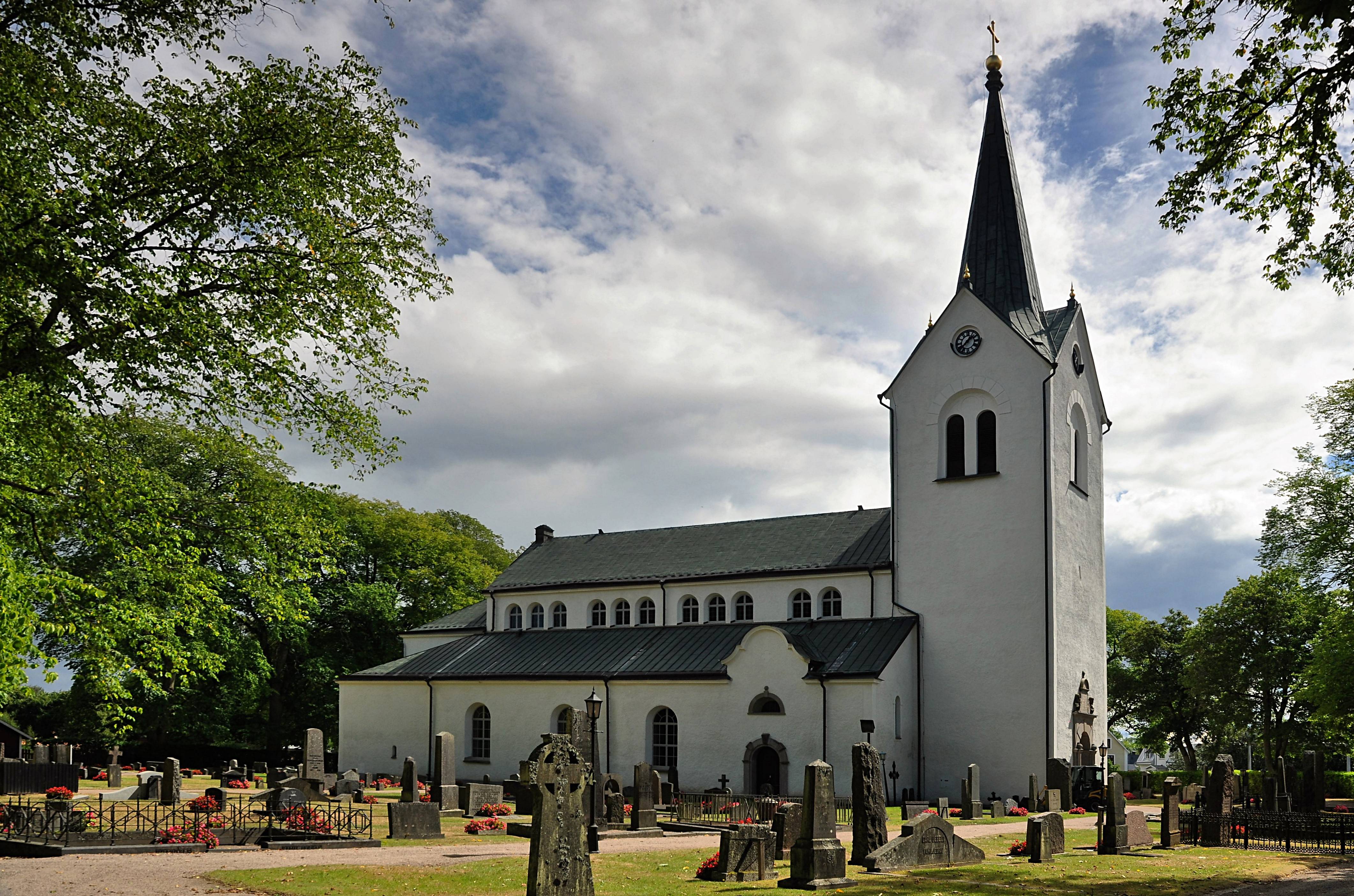
Церква
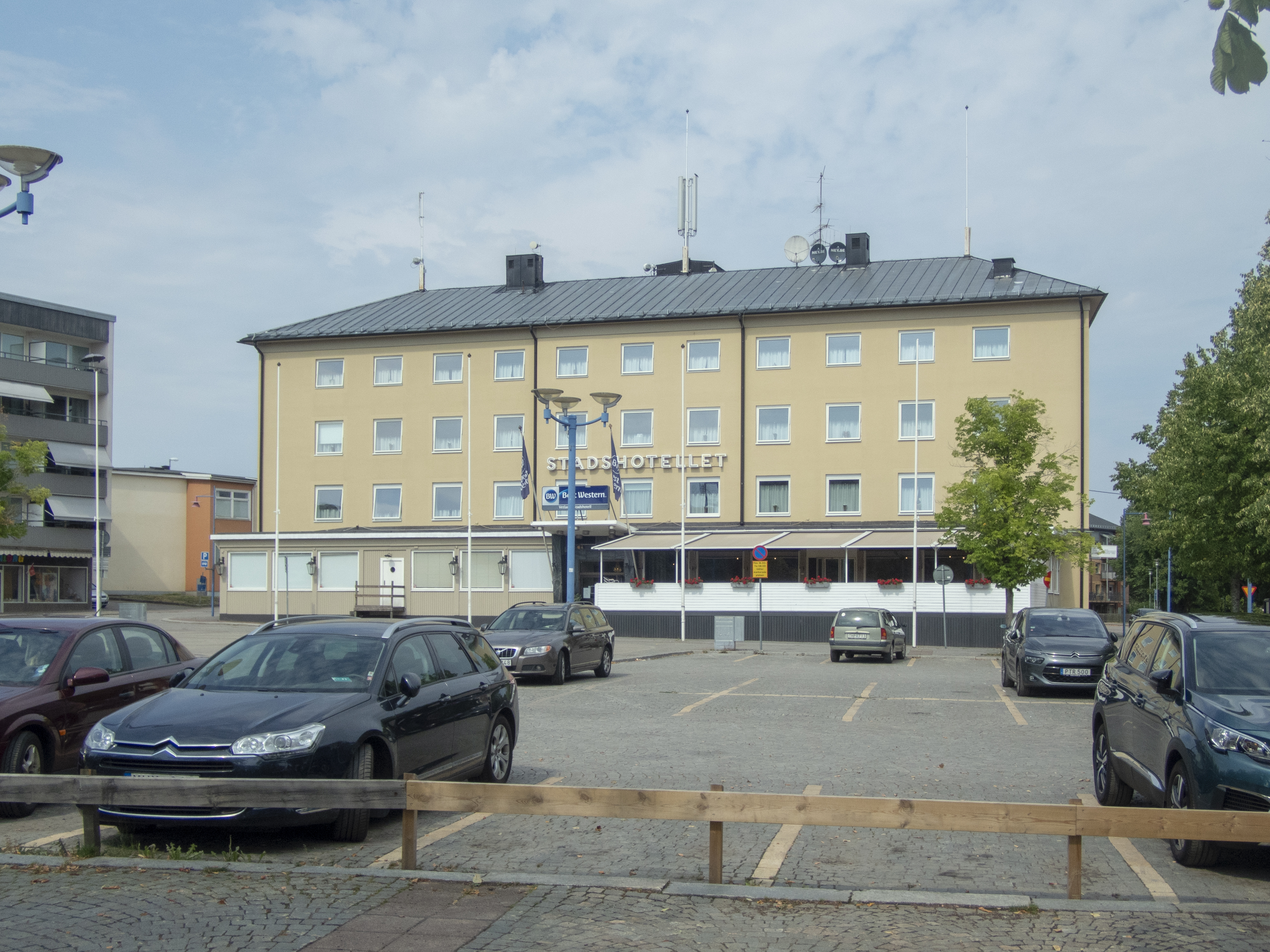
Готель
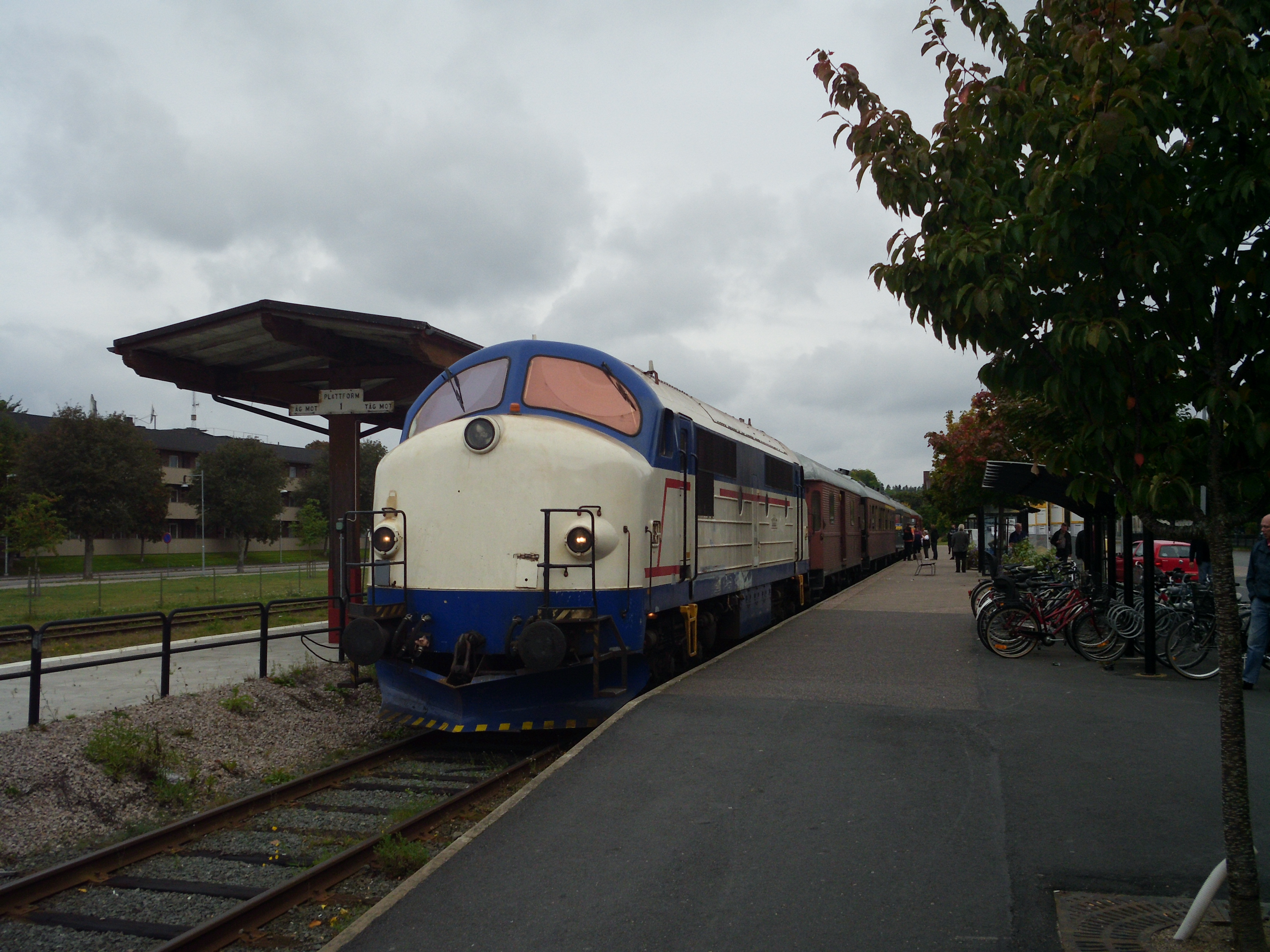
Залізнична станція